# Alexandra Wachter

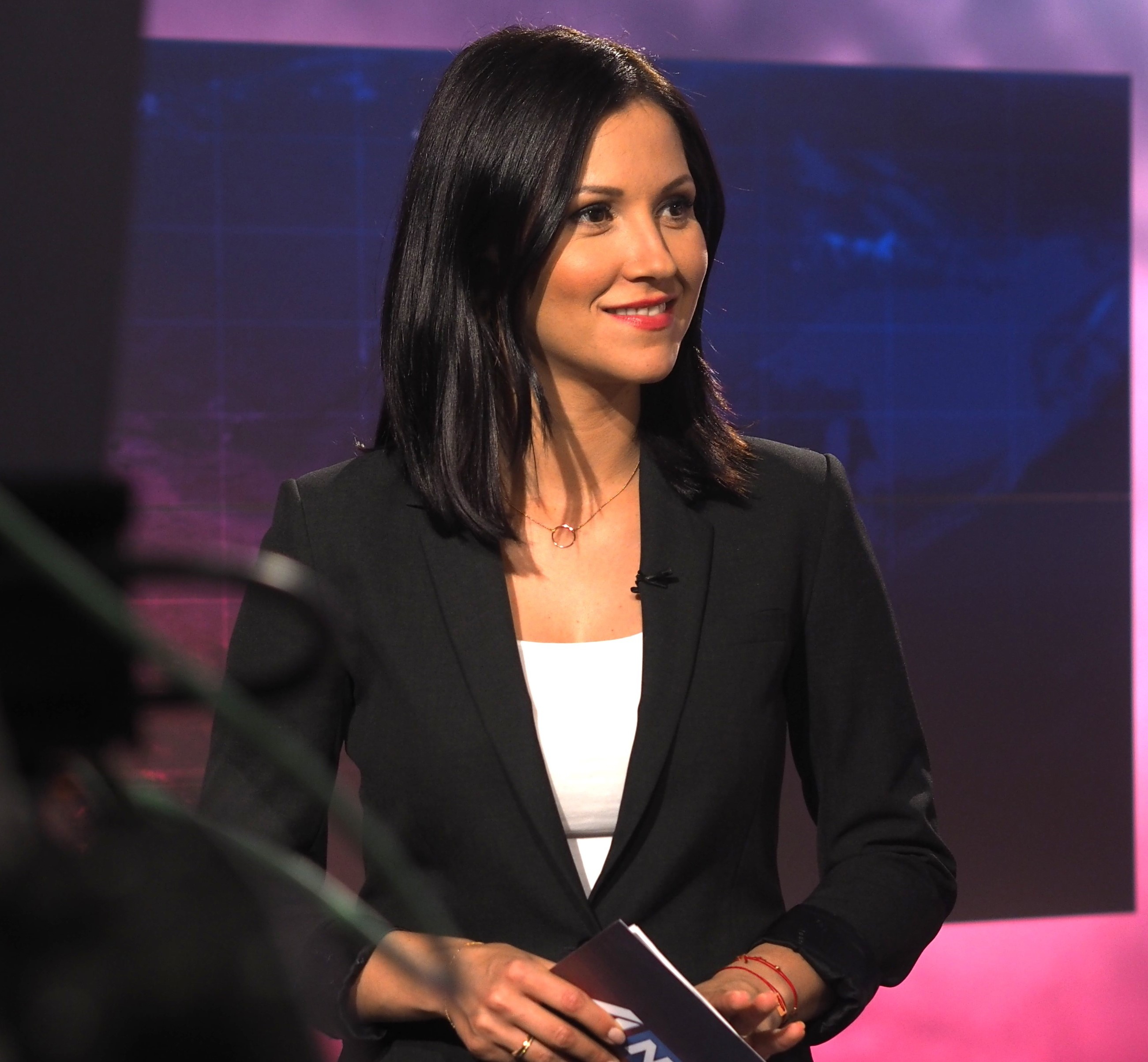
Alexandra Wachter, 2019

Alexandra Maritza Wachter (* 4. November 1989 in Innsbruck) ist eine österreichische Politikjournalistin und TV-Moderatorin. Sie ist Vorsitzende des Frauennetzwerk Medien.

## Leben und berufliche Laufbahn
Wachter verbrachte als Tochter einer Mexikanerin und eines Vorarlbergers ihre Kindheit und Schulzeit in Österreich und Mexiko. Sie besuchte das Akademische Gymnasium in Innsbruck, wurde 2009 im Alter von 19 Jahren Mutter einer Tochter und absolvierte die Matura anschließend am Abendgymnasium Innsbruck. 2012 begann sie das Studium der Politikwissenschaften an der Fakultät für Soziale und Politische Wissenschaften der Universität Innsbruck und belegte an der Akademie Deutsche POP in München eine Ausbildung zur Sprecherin. Im Sommer 2013 absolvierte Wachter ein Praktikum im „Aktuellen Dienst“ des ORF Tirol, besuchte ab September die Tiroler Journalismusakademie und wurde anschließend beim 2013 neu gegründeten TIROL TV als Sendungsverantwortliche, Reporterin und Moderatorin angestellt.
Im August 2015 wechselte Alexandra Wachter zum österreichischen Privatsender Puls 4 nach Wien, wo sie als Politikjournalistin, TV-Moderatorin und Reporterin tätig war. Als Moderatorin präsentierte sie ab 2016 die PULS 4 News am Morgen in Café Puls sowie am Abend auf ProSieben Austria, in SAT.1 Österreich, auf PULS 4 und auf PULS 24. Sie führte zudem politische Interviews bei der Bundespräsidentschaftswahl 2016, moderierte die Analyse der Sommergespräche 2017 sowie die Analyse der Wahlkampf-Sendungen anlässlich der Nationalratswahl 2017 und der Nationalratswahl 2019 und führte durch die Berichterstattung der Wien-Wahl 2020 auf PULS 4 und PULS 24.
2016 produzierte Wachter die mit dem Prälat-Leopold-Ungar-JournalistInnen-Anerkennungspreis ausgezeichnete Dokumentation Jenische in Österreich – fremd im eigenen Land, in der sie auf die Diskriminierung der Volksgruppe hinwies. Aufsehen erregte im Juli 2020 Wachters Interview mit Bundeskanzler Sebastian Kurz zu den Themen EU-Budgetverhandlungen und Corona-Maßnahmen. „Hartnäckig insistierende Fragen“,  wie die Süddeutsche Zeitung schrieb, führten zu Kurz’ Aussage „aber Sie haben ja ein eigenes Hirn“  und in der Folge zu einer breiten Berichterstattung.
Wachter engagiert sich zudem seit 2015 im Vorstand des Frauennetzwerks Medien für Frauenrechte und Geschlechtergerechtigkeit und ist seit Jänner 2021 dessen Vorsitzende. Sie spricht sich für eine Frauenquote in den Führungsetagen der Medien aus und ist Teil der Kampagne „#Reframingquotenfrau“, die das Frauennetzwerk Medien von ProQuote Medien aus Deutschland übernommen und nach Österreich gebracht hat. Mehr als 100 Journalisten haben sich der Forderung nach einer Frauenquote in den österreichischen Medien angeschlossen.
Auf Anregung von Wachter wurde im März 2021 der Titel des Branchenmagazins Der Österreichische Journalist in Österreichs Journalist:in geändert.
Am 8. September 2021 wurde Alexandra Wachter für ihre journalistische Arbeit am selben Tag sowohl mit dem Walther Rode-Preis als auch dem Robert-Hochner-Preis ausgezeichnet.
Im Oktober 2022 wechselte Wachter vom Privatsender Puls 4 zum öffentlich-rechtlichen Österreichischen Rundfunk (ORF), wo sie Teil der Redaktion der Nachrichtensendungen Zeit im Bild wurde. Ende November 2022 moderierte sie erstmals Nachrichtensendungen der Zeit im Bild auf ORF 2.
Im April 2024 gab der ORF bekannt, dass Alexandra Maritza Wachter gemeinsam mit Susanne Schnabl durch die Wahlduelle und die sogenannte Elefantenrunde anlässlich der Berichterstattung zur Nationalratswahl in Österreich 2024 auf ORF 2 führen wird.
Aktuell absolviert sie berufsbegleitend das Masterstudium Politische Kommunikation an der Donau-Universität Krems. Im Mai 2021 kam ihre zweite Tochter zur Welt. Sie lebt mit ihren beiden Töchtern und ihrem Mann in Wien.

## Auszeichnungen
- 2016: „Beste 30 unter 30 JournalistInnen“ – Der Österreichische Journalist[21]
- 2017: Anerkennung Prälat-Leopold-Ungar-JournalistInnenpreis[22]
- 2021: Nominierung für die Romy in der Kategorie „Information“[23]
- 2021: Walther-Rode-Preis[24]
- 2021: Robert-Hochner-Preis[25]
- 2022: Wiener Frauenpreis in der Kategorie Frauennetzwerke[26]